# Huperzia minimadenta
Huperzia minimadenta là một loài thực vật có mạch trong Họ Thạch tùng. Loài này được J.F. Cheng mô tả khoa học đầu tiên năm 1987.